# Pierre Lataste
 (signalé en août 2025).
Si vous disposez d'ouvrages ou d'articles de référence ou si vous connaissez des sites web de qualité traitant du thème abordé ici, merci de compléter l'article en donnant les références utiles à sa vérifiabilité et en les liant à la section « Notes et références ».
- Archive Wikiwix
- Bing
- Cairn
- DuckDuckGo
- E. Universalis
- Gallica
- Google
- G. Books
- G. News
- G. Scholar
- Persée
- Qwant
- (zh) Baidu
- (ru) Yandex
- (wd) trouver des œuvres sur Wikidata

Pour les articles homonymes, voir Lataste.
 (avril 2025).
Pas d'image ? Cliquez ici

a Compétitions nationales et continentales officielles uniquement.

Pierre Lataste, né le 10 juin 1929 à Cars (Gironde) et mort le 13 août 2011 à Albi (Tarn), est un joueur français de rugby à XV et de rugby à XIII évoluant au poste d'ailier dans les années 1950 à 1960.
Sa première partie de carrière sportive se déroule en rugby à XV où il joue pour le S.C. Albi de 1952 à 1955. En 1955, il change de code de rugby pour le rugby à XIII en signant pour le R.C. Albigeois . Sa période est couronnée de succès avec deux titres de Championnat de France en 1956 et 1958 aux côtés de Gilbert Verdié, André Rives, José Vergniory et Guy Husson.

## Palmarès

### Rugby à XV

#### Détails en club
| Saison    | Saison    | Championnat           | Championnat    |
| Saison    | Saison    | Comp.                 | Class.         |
| --------- | --------- | --------------------- | -------------- |
| 1952-1953 | S.C. Albi | Championnat de France | Phase de poule |
| 1953-1954 | S.C. Albi | Championnat de France | 1/16 finale    |
| 1954-1955 | S.C. Albi | Championnat de France | 1/8 finale     |

### Rugby à XIII
- Collectif :
  - Vainqueur du Championnat de France : 1956 et 1958 (Albi ).

#### Détails en club
| Saison    | Saison       | Championnat           | Championnat | Coupe           | Coupe      |
| Saison    | Saison       | Comp.                 | Class.      | Comp.           | Class.     |
| --------- | ------------ | --------------------- | ----------- | --------------- | ---------- |
| 1955-1956 | RC Albigeois | Championnat de France | Champion    | Coupe de France | 1/4 finale |
| 1956-1957 | RC Albigeois | Championnat de France | 1/4 finale  | Coupe de France | 1/4 finale |
| 1957-1958 | RC Albigeois | Championnat de France | Champion    | Coupe de France | 1/2 finale |
| 1958-1959 | RC Albigeois | Championnat de France | 1/2 finale  | Coupe de France | 1/8 finale |
| 1959-1960 | RC Albigeois | Championnat de France | Finaliste   | Coupe de France | 1/4 finale |